# دومولي
دومولي (بالإنجليزية: Dumuli)‏ هي مستوطنة تقع في قسم انغوت الغربي الريفي في إيران. يقدر عدد سكانها بـ 187 نسمة .